# Тузов, Василий Иванович
Васи́лий Ива́нович Ту́зов (30 августа [12 сентября] 1904, село Чернуха, Нижегородская область — 7 июля 1969, там же) — участник Великой Отечественной войны, Герой Советского Союза (22.02.1944). Старший сержант.

## Биография
Василий Иванович Тузов, русский по национальности, родился 30 августа (12 сентября) 1904 года в крестьянской семье. Окончив 4 класса школы, начал работать в колхозе. В Красную Армию был призван в августе 1941 года, при этом в действующей армии оказался в октябре того же года. Являлся командиром отделения 1118-го стрелкового полка (333-я стрелковая дивизия, 6-я армия, 3-й Украинский фронт).
В ночь на 26 ноября 1943 года Тузов, имея уже звание сержанта, одним из первых форсировал Днепр в районе села Каневское, ликвидировав дзот и захватив в плен 3 врагов.
22 февраля 1944 года «за мужество и героизм, проявленные на фронте борьбы с немецко-фашистскими захватчиками», Тузову было присвоено звание Героя Советского Союза.
После демобилизации вернулся в родное село и продолжил работу в колхозе.

## Награды
- Медаль «Золотая Звезда» (22.02.1944; № 4708)[2][3];
- орден Ленина (22.02.1944);
- медаль «За отвагу» (26.04.1943);
- прочие медали.

## Память
В Чернухе Тузову В. И. установлен обелиск.

## Комментарии
1. ↑  Ныне Краснооктябрьский район Нижегородской области, Россия.